# 小杰的攻击
《小傑的攻擊》（英語：Jack-Jack Attack）是一部2005年美國電腦動畫短片，由皮克斯動畫工作室製作，華特迪士尼家庭娛樂公司發行。與其他皮克斯動畫電影在開播前附贈的短片不同，此短片與電影《超人特攻隊》（The Incredibles）的DVD一起發佈，曾獲得2006年的雨果獎最佳短篇戲劇表現獎。
主要內容是以《超人特攻隊》為基礎延伸至短片中，主角為超人巴宅裡最年幼的成員－小傑（Jack-Jack）。從短片中觀眾可以了解照顧小傑的褓母馬凱莉（Kari McKeen），在電影中與巴海倫結束對話後，家中發生事件的過程。

## 情節
開頭政府探員狄瑞克（Rick Dicker）在偵查室詢問褓姆馬凱莉，在她照顧巴太太家小孩時發生什麼事。事件詳細發生時間點在於小倩（Violet）和小飛（Dash）決定偷躲在媽媽「彈力女超人」（Elastigirl）的飛機裡，目的是幫忙把爸爸「超能先生」（Mr. Incredibles）救出無人島。兩姊弟於是把家中年紀最小的小傑，交給友人馬凱莉來負責照顧。當巴太太發現兩人偷渡前來，馬上打通電話回家連絡凱莉，叫她僱用更專業的褓姆來照顧小傑。場景回到巴宅凱莉透過電話，試圖安撫對她作為一個褓姆的資格不放心的巴太太，此時另一邊因飛機差點被擊中而對話中斷。掛斷電話後凱莉拿出「認知發展」訓練給小傑，播放莫札特音樂來促進心靈，不幸的是不知情的凱莉，此作法卻導致促進小傑超能力的釋放。

小傑突然出現在餐桌上，然後又神奇地現身於冰箱旁，驚訝地凱莉再次試著打通電話給巴太太，但沒有接通。當她正在留下語音訊息時，小傑逐漸地往上漂浮，最後顛倒坐在天花板上面，凱莉四處尋找小傑，小傑手上的正在玩的奶瓶剛好流出倒在凱莉的臉上。接著凱莉把小傑關在圍欄裡，讓她有足夠時間打給巴太太說明有詭異的事情發生，她稍微不注意小傑又逃脫了，木製圍欄被咬出一個圓形的輪廓洞口。此時看到小傑出現在高書架上，然後從高處墜落，凱莉驚嚇馬上衝過去接住，但小傑卻直接穿透地板，只接到一條空的尿布。凱莉快速地跑下樓，見到小傑傻笑地在牆壁四處漂浮穿越，凱莉跑來跑去追逐消失又出現的小傑，最後終於在小傑穿過洗衣機前捉住。場景回到客廳，凱莉決定冷靜下來，拿出抽認卡來教導小傑，首先拿著三角形與房子的圖片卡，但當凱莉拿出火的圖案時，小傑突然全身冒出火焰，再度受到驚嚇的凱莉，急忙地從壁爐手持火拑夾住小傑，帶到廁所的浴缸裡熄火。鏡頭淡入帶到隔日巴宅全景，從外面看來一切安好，而裡頭一臉疲累的凱莉，坐在客廳的唯一完好的椅子上，小傑則坐在前方地板自娛。凱莉經過昨晚的磨鍊，對於小傑突如其來的超能力，已學會一套應付反射動作，小傑起火馬上用滅火器撲滅，眼睛發射雷射光立即拿鏡子反射。就在此時，壞蛋辛拉登（Syndrome）來到按下電鈴企圖綁架小傑，凱莉以為他是來代替她的新褓母，迫急地想把小傑交給他照顧，凱莉問起辛拉登胸口的「S」標誌代表什麼，他硬掰說是代表著褓母（Sitter）的意思，他改口解釋說他原本是想用「Babysitter」，但縮寫成「BS」就像是「Bullshit」不雅的字。場景再度回到開場的偵查室理，狄瑞克探員問馬凱莉怎會提供如此難以置信口述，凱莉拍擊桌子激動的說「小孩爆炸了耶！你有見過小孩爆炸嗎，狄瑞克探員？」凱莉接著表示她想要完全忘記整個事件經歷，狄瑞克探員在確定凱莉沒有向任何人提起過後，就消除了凱莉的記憶了。

註：灰色字體為電影《超人特攻隊》的正片內容，與短片相呼應的段落。

## 外部連結
- 在Disney+上觀看《小杰的攻击》 （因版權限制，本節目可能僅在部分地區上架。）